# Militärsportschule Joinville

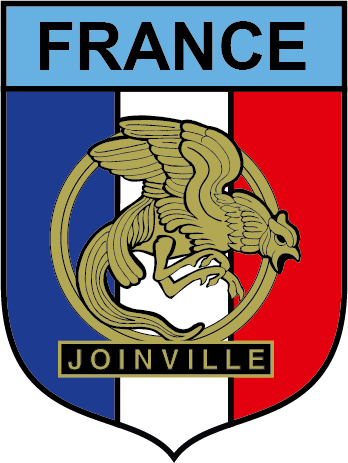
Wappen des Bataillon de Joinville

Die Militärsportschule Joinville, französisch École normale militaire de gymnastique de Joinville, war eine 1852 gegründete Schule für Militärsport in Joinville-le-Pont bei Paris.

## Geschichte

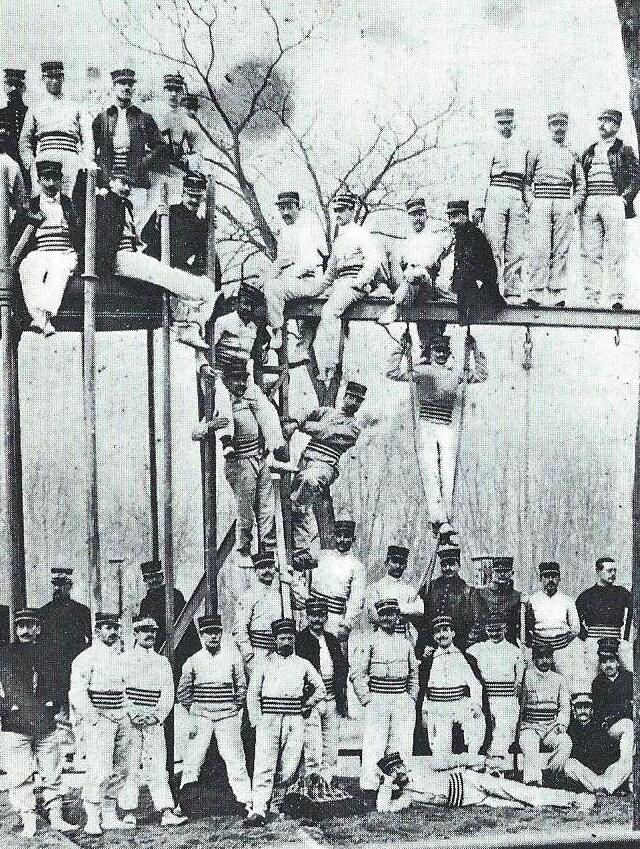
Schüler der Militärsportschule Joinville, Aufnahme vom Ende des 19. Jahrhunderts

Auf der Grundlage eines Dekrets des Prinz-Präsidenten Louis-Napoléon Bonaparte öffnete die École normale militaire de gymnastique de Joinville am 15. Juli 1852 ihre Pforten in der Redoute de la Faisanderie (Schanze der Fasanerie), am Ostrand des Bois de Vincennes. Sie und das Bataillon de Joinville als entsprechende militärische Einheit wurden anfangs dem Befehl von Charles d’Argy unterstellt. Dieser hatte sich als französischer Offizier – angeregt durch Schriften des Militärsport-Pioniers Francisco Amorós – bereits mit der soldatischen Leibesertüchtigung beschäftigt und war seit 1851 durch eine Anleitung für den militärischen Schwimmunterricht als Fachmann profiliert. Ihn unterstützte der Turnlehrer Napoléon Laisné. Zweck der Schule war die Ausbildung von Sportlehrkräften für die französischen Streitkräfte. Gegliedert war sie am Anfang in zwei Abteilungen, Fechten und Turnen, die gleichzeitig die anfänglichen Schwerpunkte der militärsportlichen Ausbildung markierten. 1882 erfolgte eine Umorganisation unter Kriegsminister Jean-Baptiste Billot. Für das Jahr 1891 wurde die Schule mit einem beträchtlich ausdifferenzierten Fächerkanon und einer Schülerzahl von 450–500 beschrieben.
Die Schule war die erste echte Sportschule Frankreichs und sorgte 80 Jahre lang für die Ausbildung von Fachpersonal des französischen Militärsports, später auch für die Ausbildung von Spitzensportlern. Militärsportler aus anderen Ländern – etwa aus Ägypten und den Vereinigten Staaten – ließen sich von den Methoden der Schule inspirieren. Nach einer Reihe von Reorganisationen wurde die Schule im Jahr 1939 geschlossen. Mit dem Ende der allgemeinen Wehrpflicht wurde im Jahr 2002 auch das Bataillon de Joinville aufgelöst.
Bekannt wurden Schule und Bataillon auch durch den Salut de Joinville, eine spezielle Form des Grußes mit ausgestrecktem Arm, die ihre Sportler als Mitglieder der französischen Mannschaft auf internationaler Bühne zum ersten Male beim Einmarsch der Olympischen Zwischenspiele 1906 in Athen zeigten. Diese besondere Grußform etablierte sich in den nächsten Jahren als Olympischer Gruß.
Als Nachfolgerin der Schule gilt das 1975 gegründete INSEP – Institut National du Sport, de l’Expertise et de la Performance – eine Förder- und Trainingseinrichtung des französischen Spitzensports.